# Hans-Dieter Bader
Hans-Dieter Bader (* 16. Februar 1938 in Stuttgart; † 18. Juni 2022) war ein deutscher Opernsänger (Tenor).

## Leben
Hans-Dieter Bader wuchs mit fünf weiteren Geschwistern in Stuttgart auf und erhielt ersten musikalischen Unterricht an der Trompete. Nach Abschluss einer Werkzeugmacherlehre studierte er in seiner Heimatstadt Gesang, entdeckt und gefördert durch den Gesangslehrer Rudolf Gehrung.
An der Württembergischen Staatsoper Stuttgart erhielt er ein erstes Engagement und debütierte 1960 als Arturo in der Oper Lucia di Lammermoor von Gaetano Donizetti.
Dem 1. Preis beim Stuttgarter Musikwettbewerb folgten 1962–1965 Engagements am Staatstheater Braunschweig und in Münster, bevor er in der Spielzeit 1965/66 an die Niedersächsische Staatsoper Hannover wechselte, wo er als festes Ensemblemitglied in großen Partien des deutschen Heldentenors und im italienischen jugendlichen Heldentenorfach zu hören war. Gastspiele und ein Gesamtrepertoire von 90 Partien führten ihn an die Mailänder Scala sowie auf Bühnen in Belgrad, Wien, Amsterdam, Hamburg, Berlin, Dänemark, Japan und Taipeh. Konzerttourneen unternahm er nach Südafrika, in Jordanien, Lesotho, Chile, Brasilien, Frankreich, Paraguay und Holland.
Einen weiteren Teil seiner Arbeit stellten Rundfunk- und Fernsehauftritte dar. 1981 verlieh ihm die Niedersächsische Staatsoper Hannover den Titel Kammersänger.
Auf seinen Reisen zeigte Bader immer wieder Interesse und Einsatz für den interkulturellen musikalischen Austausch und die Förderung talentierter junger Musiker. So führte ihn 1997 eine Dozentur nach Hanoi, wo 1999 durch seine Initiative und Hilfe das der Opéra Bastille nachempfundene Opernhaus wiedereröffnet werden konnte. Die Eröffnungsvorstellung war Der Freischütz von Carl Maria von Weber in deutscher Sprache.
Für sein soziales Engagement und Benefiz-Konzerte erhielt er 1996 das Bundesverdienstkreuz am Bande. Ab 1966 war der Sänger mit Ulla Bader verheiratet und lebte mit ihr in Langenhagen.

## Tonaufnahmen
Von dem Tenor sind die Gesamtaufnahmen der Opern Sly von Ermanno Wolf-Ferrari und Feuersnot von Richard Strauss sowie Schallplatten und CDs mit populären Arien und Duetten als Tonträger erschienen.